# Macey Stewart

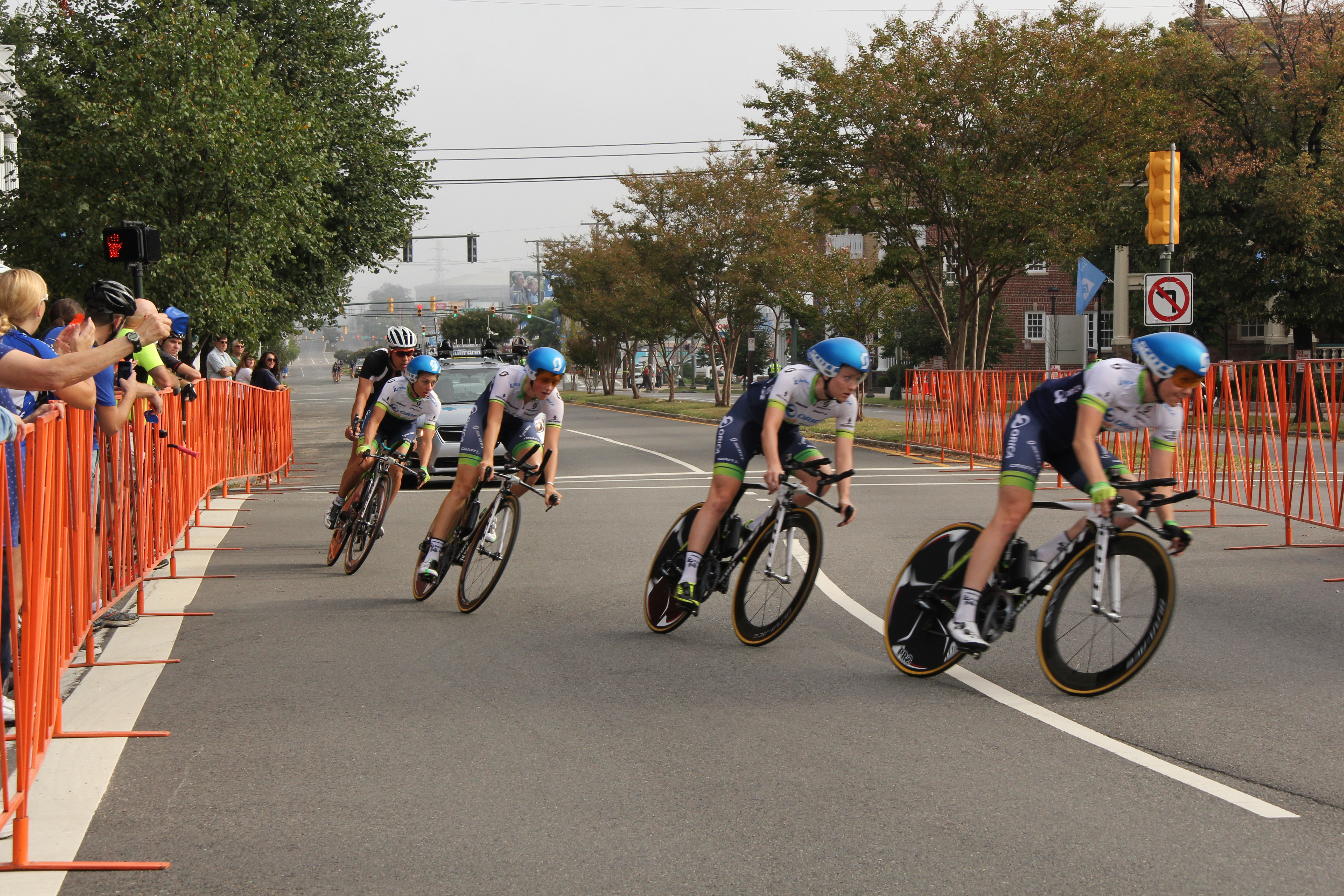
Stewart tijdens de WK ploegentijdrit 2015 in Richmond, Verenigde Staten.

Macey Stewart (Devonport, 16 januari 1996) is een Australisch wielrenster die actief is op de weg en op de baan. Ze werd in 2014 wereldkampioene tijdrijden bij de junioren in het Spaanse Ponferrada. Ook werd ze dat jaar wereldkampioene op de baan bij de junioren in het omnium en de ploegenachtervolging. Ze reed in 2015 voor Orica-AIS en stopte na één seizoen tijdelijk met wielrennen. Twee jaar later, in 2018 keerde ze terug bij het Britse team Wiggle High5.

## Palmares

### Baanwielrennen
| Jaar             | AK                                                                  | WK                           | Overig                              |
| Als juniore      | Als juniore                                                         | Als juniore                  | Als juniore                         |
| ---------------- | ------------------------------------------------------------------- | ---------------------------- | ----------------------------------- |
| 2013             | Puntenkoers · Ploegenachtervolging, Achtervolging, Scratch · Omnium | Ploegenachtervolging         |                                     |
| 2014             | Puntenkoers, Omnium · Achtervolging, Scratch                        | Omnium, Ploegenachtervolging | Super Drome Cup: Puntenkoers        |
| Als eliterenster |                                                                     |                              |                                     |
| 2014             | Ploegenachtervolging                                                |                              |                                     |
| 2015             | Ploegenachtervolging                                                |                              | Cali: Ploegenachtervolging          |
| 2017             | ploegkoers                                                          |                              | Oceanisch kampioenschap: ploegkoers |

### Wegwielrennen
2011
 Australisch kampioene op de weg, Nieuwelingen
2014
 Australisch kampioene tijdrijden, Junioren
 Wereldkampioene tijdrijden, Junioren
2015
Sizzling Summer Series: Ronde 1 Brisbane
Elvin · Garfoot · Gunnewijk · Hoskins · Johansson · Manly · McConville · Neylan · Roy · Scandolara · Spratt · Stewart · Williams
Archibald · Barbieri · Barker · Brennauer · Brown · Cordon · Cure · Edmondson · Fahlin · G. Garner · L. Garner · Leth · Longo Borghini · Ritter · Stewart · Yonamine · Wild